# Proteine leganti la penicillina
Le proteine leganti la penicillina o  PBP (dall'inglese penicillin binding protein) sono delle proteine appartenenti alla classe delle transpeptidasi. Queste fanno parte della membrana citoplasmatica dei batteri (sia Gram positivi che Gram negativi) e svolgono importanti funzioni biosintetiche, partecipando alle ultime fasi della formazione del peptidoglicano, il maggior componente della parete batterica. Il loro nome deriva dalla grande affinità che queste proteine presentano per la penicillina, e quindi per gli antibiotici di parete.
Le PBP possono essere saturate dal legame con l'antibiotico di parete: questo evento comporta effetti differenti a seconda della PBP che viene saturata. Nel caso della PBP2 ad esempio, si avrà la formazione di cluster, mentre nel caso della PBP3 si avrà la formazione di strutture filamentose. L'esito finale è comunque da ricercare nella lisi del batterio, dovuta principalmente al fatto che il peptidoglicano non viene completamente sintetizzato, e di conseguenza non sarà possibile la costruzione della parete batterica.